# Otto Tegetmeyer
Otto Tegetmeyer (* 20. Juli 1875 in Leipzig; †  21. August 1960 in Braunschweig) war ein deutscher Instrumentenbauer.
Der Sohn eines bekannten Leipziger Xylografen absolvierte eine Ausbildung zum Feinmechaniker. Er spezialisierte sich auf die Fertigung geodätischer Instrumente und Kreisteilungsmaschinen.
Im März 1898 trat er als Mitarbeiter in die Werkstatt von Oskar Günther in Braunschweig ein. Nach eigenem Bekunden habe er hier die unternehmerischen Chancen erkannt, die sich in den rasanten Entwicklungen auf dem Gebiet der Radioaktivität, Forschungsentwicklungen auf dem Gebiet der atmosphärischen Elektrizität und der lichtelektrischen Fotometrie eröffneten.

## Günther & Tegetmeyer oHG
Unmittelbar nachdem Tegetmeyer seine Meisterprüfung abgelegt hatte, gründeten beide im April 1901 die Firma Günther & Tegetmeyer für wissenschaftlichen Instrumentenbau. Man fertigte verschiedenste Elektrometertypen, Apparate zur Bestimmung der Radioaktivität von Luft-, Wasser- und Bodenproben, Fotometer und Apparate zur Beobachtung der atmosphärischen Elektrizität.
Zwei Mal waren Günther & Tegetmeyer für Deutschland mit Fabrikaten auf Weltausstellungen vertreten, 1904 in St. Louis und 1910 in Brüssel. Von jeder dieser Ausstellungen kehrte man mit einer Auszeichnung zurück. In der Fachliteratur finden sich etliche Darstellungen von Forschungsprojekten, in denen auf die Verwendung von Geräten der Braunschweiger Werkstatt hingewiesen wird. Beispielsweise entdeckte Victor Franz Hess die Kosmische Strahlung mit einem bei Günther & Tegetmeyer gefertigten Instrument; Carl Dorno erforschte die UV-B-Strahlung mit Fotometern von Günther & Tegetmeyer. Im Deutschen Museum in München werden Instrumente von Günther & Tegetmeyer als „Meilensteine der Forschung und Technik“ präsentiert.
1933 starb Oskar Günther. Otto Tegetmeyer führte das Unternehmen alleinverantwortlich weiter. Es gelang ihm, trotz schwierigster Rahmenbedingungen, die bedeutende Position des Unternehmens zu halten. In der Nacht auf den 15. Oktober 1944 wurde das Fabrikgebäude durch einen Bombentreffer während des schwersten Bombenangriffes auf Braunschweig zerstört. Otto Tegetmeyer baute im Keller einer Schule eine neue Produktionsstätte auf. Gegen Ende 1949 ging Tegetmeyer eine Kooperation mit dem Braunschweiger Zweigwerk von Hartmann & Braun ein.
1951 feierte Günther & Tegetmeyer das 50-jährige Firmenjubiläum. Für sein persönliches Engagement in der Handwerkskammer – er gehörte etliche Jahre dem Prüfungsausschuss an – ernannte man Otto Tegetmeyer zum Ehrenmeister. Ein Jahr später gab er die Firmenleitung ab. 1953 wurde die Günther & Tegetmeyer GmbH zur Tochtergesellschaft der Hartmann & Braun AG. 1958 wurde das Unternehmen aus dem Handelsregister gelöscht.